# N19 (Ierland)
De N19 is nationale primaire weg in Ierland. Het verbindt de N18 (Limerick-Ennis-Galway) met Shannon Airport. Het is een deel van de E20
De weg in zijn huidige vorm bestaat grotendeels uit een vierstrooksweg rond Shannon, die start op de kruising met de N18 nabij Hurlers Cross. De vierstrooksweg eindigt aan de andere zijde van Shannon bij het industrieterrein Shannon Free Zone en gaat van daar verder als een tweestrooksweg naar het vliegveld.
Voor de opening van de vierstrooksweg in 2004 liep de route naar Shannon Airport via een tweestrooksweg dwars door Shannon heen. Een gewone kruising verbond de weg toen met de N18. Shannon kan nu bereikt worden via een nieuwe verbindingsweg vanaf de kruising nabij Hurlers Cross.

## Zie ook

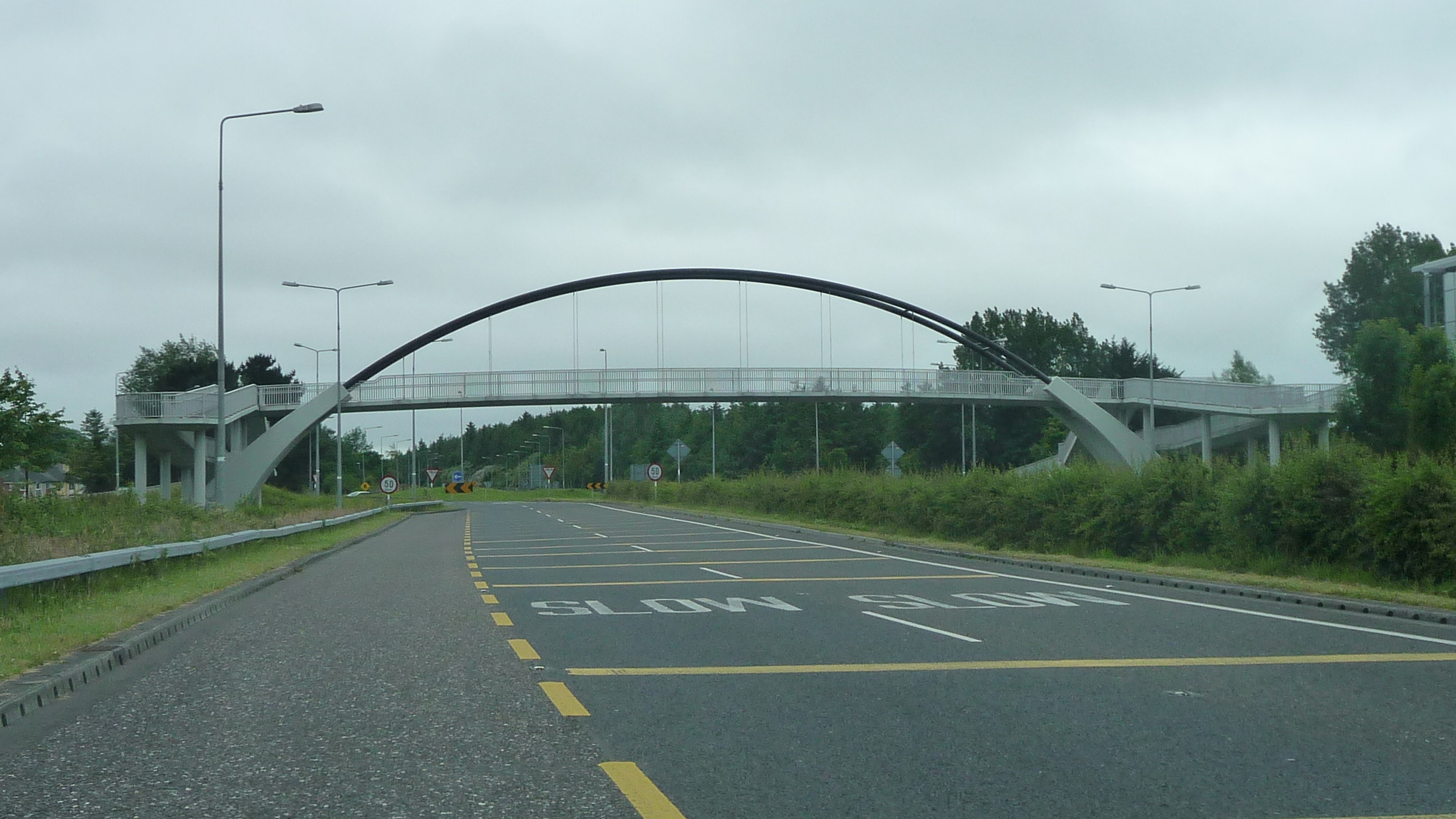
Een voetgangersbrug over de N19